# Serajul Alam Khan
Nizam Mohammad Serajul Alam Khan (bengalisch সিরাজুল আলম খান, Sirājula Ālama Khāna, auch: Dada, Dadabhai, Abk. SAK; geb. 6. Januar 1941; gest. 9. Juni 2023, Dhaka) ist ein bangladeschischer Politischer Analyst, Philosoph und Schriftsteller. Er führte die Befreiungsbewegung Bangladeschs unter der Führung von Scheich Mujibur Rahman mit an. Er wurde aber auch zu einer der kontrollierenden Kräfte der politischen Polarisierung in Bangladesch nach der Unabhängigkeit.
Serajul Alam Khan trat in den 1950er und 60er Jahren als Student in die Politik ein und stieg schnell an die Spitze der Chhatra League (বাংলাদেশ ছাত্রলীগ) auf, dem Studentenflügel der bengalisch-nationalistischen Awami-Liga in Pakistan. Zusammen mit anderen gründete er die Swadhin Bangla Biplobi Parishad (Independent Bengal Revolutionary Council, auch bekannt als „Nucleus“), eine Geheimorganisation, deren Existenz nicht direkt dokumentiert ist, aber durch populäres Hörensagen und konventionelle Geschichte stark gestützt wird. Die Organisation spielte eine bedeutende Rolle im Befreiungskrieg von Bangladesch.
Zusammen mit Tofael Ahmed, Scheich Fazlul Haque Mani und Abdur Razzaq bildete und befehligte er die Mujib Bahini (Bangladesh Liberation Force, BLF).

## Leben
Khan wurde am 6. Januar 1941 im Distrikt Noakhali in der damaligen Präsidentschaft Bengalen in Britisch-Indien geboren. Sein Vater, Khorshed Alam Khan, war ein Regierungsbeamter, der 1959 als stellvertretender Direktor für öffentlichen Unterricht in den Ruhestand ging.
Er erhielt seine Schulbildung an der Khulna Zilla School, wo er 1956 den Abschluss machte. Dann ging er an das Dhaka College im Jahr 1958. Er studierte Mathematik an der University of Dhaka von 1958 bis 1962.
Khan gründete als Student der Universität Dhaka zusammen mit Kazi Aref Ahmed und Abdur Razzaq die Gruppe Nucleus, deren Ziel die Unabhängigkeit Ostpakistans war. „Nucleus“ half bei der Verbreitung der Sechs-Punkte-Bewegung und des Elf-Punkte-Programms, entwarf die Flagge des unabhängigen Bangladesch, wählte die Nationalhymne und den Nationalslogan „Joy Bangla“ aus und führte den Titel „Bangabandhu“ für Scheich Mujibur Rahman ein.
Khan war von 1963 bis 1965 Generalsekretär der studentischen politischen Organisation East Pakistan Chhatra League.
Zusammen mit anderen Mitgliedern des Nucleus gründete Khan die Bangladesh Liberation Force und einen bewaffneten Flügel namens Joy Bangla Bahini, der bis 1970 in ganz Ostpakistan präsent war.
Auf Drängen von Scheich Mujibur Rahman wurde die Kommandostruktur erweitert und Scheich Fazlul Haque Mani und Tofail Ahmed in den Stab aufgenommen. Während des Bangladesch-Befreiungskrieges wurde die Bangladesh Liberation Force nach Scheich Mujibur Rahman in Mujib Bahini umbenannt.
Bald nachdem Khan nach Bangladesch zurückgekehrt war, bemühte er sich um Ausgleich zwischen den, mehrheitlich für die Unabhängigkeit kämpfenden Mächtigen, und den linksgerichteten jungen Radikalen, geriet jedoch selbst in den Konflikt, als er mit Scheich Fazlul Haque Mani in Streit geriet. Alam Khan trug einen ideologischen Streit mit Fazlul Haque Mani aus, welcher einen „Wissenschaftlichen Sozialismus“ eintrat. Und Khan gründete daraufhin die Jatiyo Samajtantrik Dal. 1975 drängte ihn Scheich Fazlul Haque Mani noch sich der Bangladesh Krishak Sramik Awami League (BaKSAL) anzuschließen, aber er weigerte sich.
Nach dem Staatsstreich in Bangladesch am 7. November 1975 wurde Khan zusammen mit anderen Führern der Jatiyo Samajtantrik Dal verhaftet. Khan war vom 26. Juli 1976 bis zum 1. Mai 1981 im Gefängnis. Nach seiner Entlassung aus dem Gefängnis begann er mit der Veröffentlichung der Zeitung Ganakantha.
Später hinderte die Regierung von Premierministerin Khaleda Zia Khan daran, Treffen im staatseigenen Hotel Sheraton abzuhalten.
Sei 1996 ist Alam Khan Professor für Politikwissenschaften an der University of Wisconsin-Oshkosh. 2006 wurde er in ein Krankenhaus in London eingeliefert, wo er sich einer Bypass-Operation.
Khan starb am 9. Juni 2023 im Dhaka Medical College Hospital an Atemversagen. Er wurde 82 Jahre alt.